# Paraselwynia
Paraselwynia is een geslacht van kreeftachtigen uit de klasse van de Malacostraca (hogere kreeftachtigen).

## Soort
- Paraselwynia ursina Tesch, 1918